# Brachyplatystoma filamentosum
Brachyplatystoma filamentosum es una especie de pez de la familia Pimelodidae en el orden de los Siluriformes. Conocido en Bolivia como piraíba y en Colombia como valentón.

## Morfología
Los machos pueden llegar alcanzar los 360 cm de longitud total y 200 kg de peso.

## Hábitat
Es un pez demersal y de clima subtropical.

## Distribución geográfica
Se encuentran en Sudamérica:  cuencas de los ríos  Amazonas y Orinoco, y principales ríos de las Guayanas y del noreste del Brasil. También está presente en Argentina.

## Estado de conservación
Se encuentra en peligro de extinción debido a la sobrepesca

## Observaciones
Su carne es de excelente calidad.